# Bissy-sur-Fley
Bissy-sur-Fley és un municipi francès, situat al departament de Saona i Loira i a la regió de Borgonya - Franc Comtat. L'any 2007 tenia 95 habitants.

## Demografia

### Població
El 2007 la població de fet de Bissy-sur-Fley era de 95 persones. Hi havia 42 famílies, de les quals 12 eren unipersonals (4 homes vivint sols i 8 dones vivint soles), 15 parelles sense fills i 15 parelles amb fills.
La població ha evolucionat segons el següent gràfic:
Habitants censats

### Habitatges
El 2007 hi havia 81 habitatges, 42 eren l'habitatge principal de la família, 31 eren segones residències i 8 estaven desocupats. 80 eren cases i 1 era un apartament. Dels 42 habitatges principals, 36 estaven ocupats pels seus propietaris, 5 estaven llogats i ocupats pels llogaters i 1 estava cedit a títol gratuït; 4 tenien dues cambres, 6 en tenien tres, 10 en tenien quatre i 22 en tenien cinc o més. 24 habitatges disposaven pel capbaix d'una plaça de pàrquing. A 19 habitatges hi havia un automòbil i a 18 n'hi havia dos o més.

### Piràmide de població
La piràmide de població per edats i sexe el 2009 era:
| Homes | Edats   | Dones |
| ----- | ------- | ----- |
| 0     | 95 o +  | 0     |
| 0     | 90 a 94 | 0     |
| 0     | 85 a 89 | 0     |
| 0     | 80 a 84 | 4     |
| 8     | 75 a 79 | 0     |
| 4     | 70 a 74 | 4     |
| 0     | 65 a 69 | 4     |
| 0     | 60 a 64 | 0     |
| 0     | 55 a 59 | 0     |
| 4     | 50 a 54 | 0     |
| 4     | 45 a 49 | 0     |
| 4     | 40 a 44 | 0     |
| 4     | 35 a 39 | 8     |
| 0     | 30 a 34 | 0     |
| 4     | 25 a 29 | 4     |
| 0     | 20 a 24 | 0     |
| 0     | 15 a 19 | 0     |
| 8     | 10 a 14 | 4     |
| 4     | 5 a 9   | 4     |
| 0     | 0 a 4   | 4     |

## Economia
El 2007 la població en edat de treballar era de 60 persones, 48 eren actives i 12 eren inactives. De les 48 persones actives 42 estaven ocupades (21 homes i 21 dones) i 6 estaven aturades (4 homes i 2 dones). De les 12 persones inactives 6 estaven jubilades, 2 estaven estudiant i 4 estaven classificades com a «altres inactius».
Activitats econòmiques
Dels 4 establiments que hi havia el 2007, 1 era d'una empresa de construcció, 1 d'una empresa de comerç i reparació d'automòbils, 1 d'una empresa d'hostatgeria i restauració i 1 d'una empresa financera.
L'únic servei als particulars que hi havia el 2009 era un restaurant.
L'any 2000 a Bissy-sur-Fley hi havia 5 explotacions agrícoles.

## Poblacions més properes
El següent diagrama mostra les poblacions més properes.